# ري فيشر
ري فيشر (بالإنجليزية: Ray Fisher)‏ (ولد في 8 سبتمبر 1987) ممثل أمريكي، عرف بظهوره في فيلم فرقة العدالة، اشتهر بتجسيده شخصية البطل الخارق فيكتور ستون/سايبورغ في سلسلة أفلام دي سي يونيفرس، على الصعيد التلفزيوني شارك في الموسم الثالث من مسلسل الجريمة الدرامي "المحقق الحقيقي" عام 2019، وفي المسلسل القصير "نساء الحركة" عام 2022. كما ظهر لأول مرة على مسرح برودواي في النسخة الجديدة من مسرحية "درس البيانو" عام 2022، وشارك أيضًا في بطولة الفيلم المقتبس منها عام 2024.

## نشأتها
وُلد فيشر في 8 سبتمبر 1987 في بالتيمور، ماريلاند. نشأ في لاونسايد، نيو جيرسي، حيث نشأ مع والدته وجدته. التحق فيشر بمدرسة هادون هايتس الثانوية. عمل في كشك امتيازات مسرح سينيمارك في سومرديل خلال هذه الفترة. انخرط فيشر في المسرح الموسيقي من خلال معلمي اللغة الإنجليزية والتاريخ في المدرسة الثانوية. كانت عروضه المسرحية الأولى في إنتاجات المسرحيات الموسيقية "في الغابة"، و"كيف تنجح في العمل دون محاولة حقيقية"، و"الرجال والدمى". التحق فيشر بالأكاديمية الأمريكية للموسيقى والدراما.

## روابط خارجية
- ري فيشر على موقع IMDb (الإنجليزية)
- ري فيشر على موقع روتن توميتوز (الإنجليزية)
- ري فيشر على موقع ألو سيني (الفرنسية)
- ري فيشر على موقع أول موفي (الإنجليزية)
- ري فيشر على موقع قاعدة بيانات الفيلم (الإنجليزية)
- ري فيشر على موقع كينوبويسك (الروسية)
- ري فيشر على إنستغرام